# Threnia kelleri
Threnia kelleri är en tvåvingeart som beskrevs av Carrera 1952. Threnia kelleri ingår i släktet Threnia och familjen rovflugor. Inga underarter finns listade i Catalogue of Life.